# Défenestration de Prague (1618)
 (mai 2018).
Pour les articles homonymes, voir Défenestration de Prague.

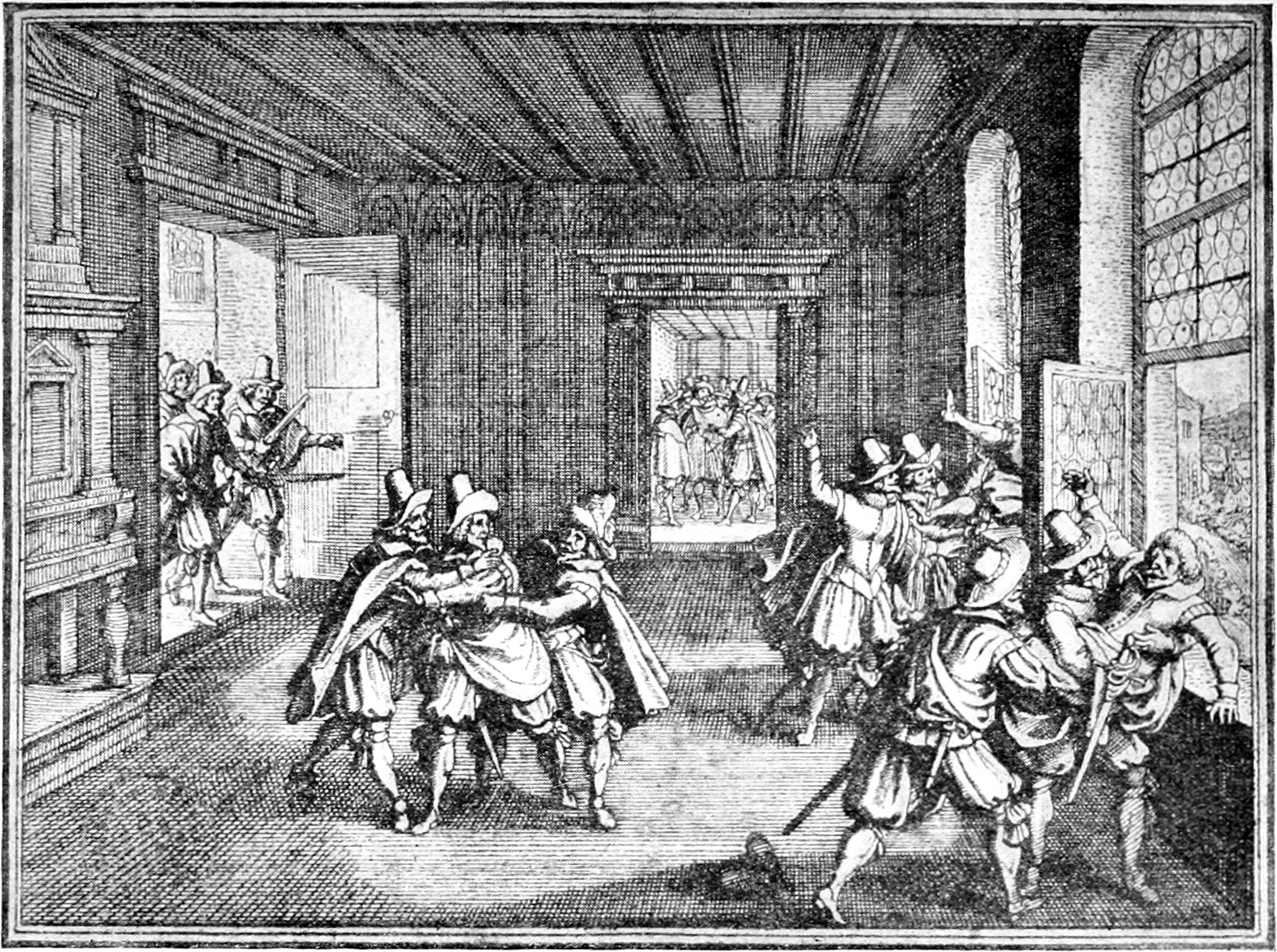
Gravure de Matthäus Merian figurant la défenestration de Prague, 1662.

La défenestration de Prague intervenue le 23 mai 1618 au château de Prague, également appelée seconde défenestration de Prague, après celle de 1419 (mais il y en a eu une autre en 1483, la « première et demie (en) »), marque le paroxysme de la fronde des nobles de Bohême contre la monarchie des Habsbourg, qui depuis un siècle s'était établie à la tête de ce royaume. Conséquence des antagonismes religieux, économiques et politiques qui déchiraient l’Europe centrale au début du XVIIe siècle, cet événement fut l'une des causes immédiates de la guerre de Trente Ans.

## Contexte

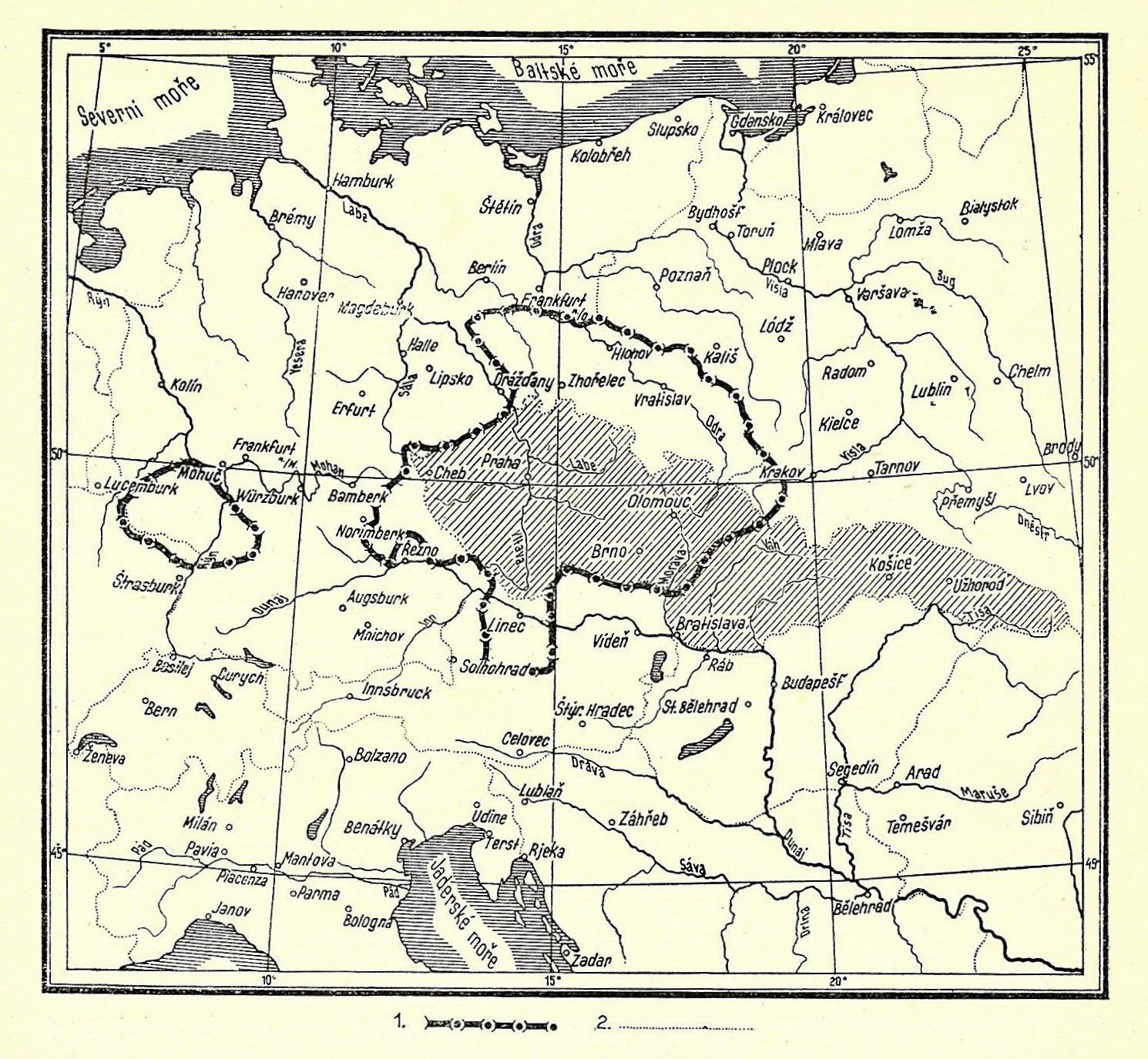
Carte montrant les frontières du royaume de Bohême au début de la guerre de Trente Ans (1.) juxtaposées aux frontières tchécoslovaques de 1937 (2.).

Vers la fin du XVIe siècle, deux confessions s'opposaient en Bohême : c'était d'une part les utraquistes (ou hussites, qui donneront naissance au mouvement des Frères moraves ou Frères tchèques), devenus majoritaires en Bohême, et les catholiques d'autre part. Les Frères tchèques et leurs représentants étaient excommuniés par le pape et leur culte interdit : leurs temples étaient brûlés et leurs livres détruits.
Mais, en 1609, l'empereur Rodolphe II promulgua la « lettre de majesté», un décret par lequel il reconnaissait aux hussites, et plus généralement aux protestants regroupés dans la Confession de Bohême, la liberté de culte, et renonçait aux conversions forcées, moyennant leur appui dans sa lutte contre son frère révolté, Matthias. Pour défendre les intérêts des non-catholiques, il institua un collège arbitral composé de 10 bourgeois, 10 chevaliers et 10 représentants du ban seigneurial de Bohême.
Lorsque Matthias, successeur de Rodolphe en tant qu'empereur et roi de Bohême depuis 1612, transféra sa capitale à Vienne, les catholiques de Bohême, menés par le gouverneur local, regagnèrent en force. L'année 1615 vit les tensions politiques et religieuses s'exacerber dans toute l’Europe : au nord, la trêve naguère conclue entre les Provinces-Unies calvinistes et l'Espagne catholique venait à échéance ; en Europe centrale, la succession de Matthias, désormais agonisant, s'annonçait tout aussi disputée : non seulement Philippe III d'Espagne réclamait la couronne impériale, mais aussi Ferdinand, de la branche des Habsbourg-Styrie. Par le traité d'Oñate, Philippe renonça pourtant à ses prétentions sur la Bohême et la Hongrie.

## Déroulement

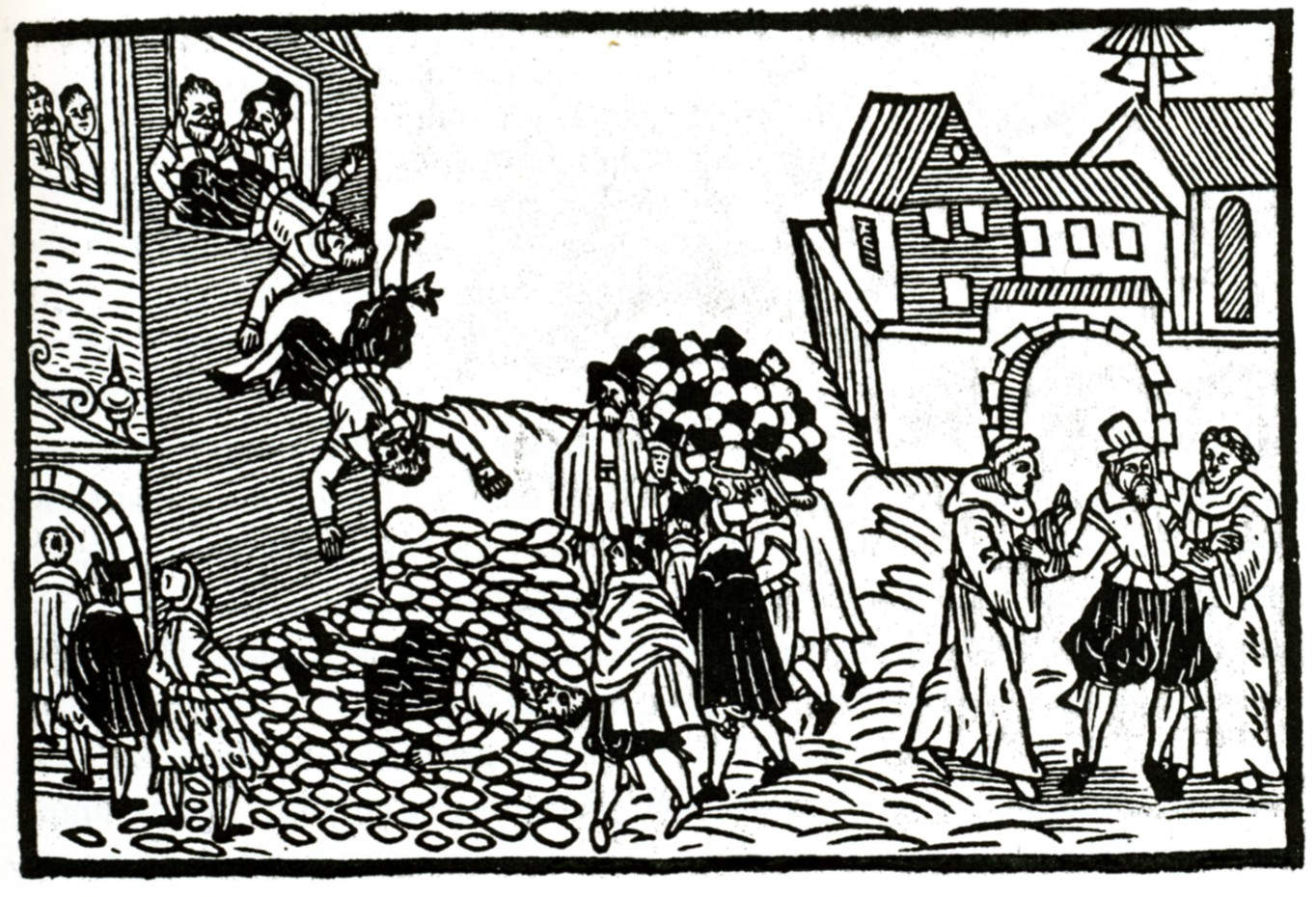
La défenestration de Prague : ce prospectus de 1618 représente des pierres au pied des fenêtres.

Le 6 juin 1617, l’archiduc Ferdinand de Styrie fut élu roi de Bohême. Il entreprit immédiatement la catholicisation à grande échelle de la Bohême et s'efforça de restreindre les prérogatives des parlements. Ces deux mesures allaient à l'encontre de la Lettre de majesté et aliénèrent au nouveau souverain les chambres élues.
En 1617, la crise intérieure dégénéra en rébellion ouverte. Le 5 mars 1618, après que la Ligue catholique eut fait fermer un temple à Broumov et qu'elle eut fait raser une église dissidente édifiée sur les terres de l'archevêché à Hrob, les nobles s'assemblèrent et adressèrent à Matthias une lettre de remontrances ; pour toute réponse, le monarque fit interdire le parlement.
L'insoumission des parlementaires protestants de Bohême marqua le pas. Le 21 mai 1618, les princes rebelles se réunirent au Carolinum de Prague, mais sans représentants des villes royales. L'assemblée, d'abord paisible, tourna au tumulte après le discours de Heinrich Matthias von Thurn.
Le 23 mai 1618, un certain nombre de participants, parmi lesquels Matthias von Thurn, Albrecht Smiřický (cs), le comte Andreas Schlick, Venceslas de Ruppa, les frères Říčan et Kinsky, un frère de Wilhelm de Slavata, Leonhard Colonna von Fels (de) et Wilhelm de Lobkowitz se rendirent finalement au château de Prague. Après une longue dispute avec les gouverneurs présents, Ladislas von Sternberg, Diepold von Lobkowitz, Jaroslav Borsita von Martinic (de) et Wilhelm Slavata (de), ils tinrent un tribunal improvisé et firent défenestrer Slavata et Martinic ; les deux hommes en furent quittes pour quelques blessures et une belle peur. Slavata lui-même fut emporté inconscient par ses serviteurs. Cela ne l'empêcha pas de devenir l'auteur d'une monumentale histoire des événements des années 1637 à 1651.
Une reconstitution précise des faits donnerait à peu près ceci[réf. souhaitée] : le comte Jaroslav Borsita von Martinic, gouverneur impérial et Défenseur de la Foi, est le premier défenestré. Hissé contre son gré sur la fenêtre haute du palais : « Oh, Oh, Woe ! », le comte est précipité dans le vide, tête la première : « Jésus Marie ! Au secours ! ». Selon les sources, dix-sept à trente mètres plus bas, le comte s’écrase. Le comte Wilhelm Slavata von Chlum et Koschumberk, lui aussi gouverneur et Défenseur de la Foi, est le deuxième défenestré. Il appelle à son secours la Vierge Marie. Agrippé au rebord de la fenêtre, meurtri de coups, ses mains lâchent prise. Filip Fabricius, secrétaire des gouverneurs, est précipité par la fenêtre à la suite de ses maîtres. Un des agresseurs, penché sur le rebord, crie : « Nous allons voir ce que votre Marie peut pour vous ! ». Aussitôt après, Martinic se met à bouger : « Par Dieu, sa Marie l’a sauvé ! ». On leur tire dessus sans les toucher. Martinic et Fabricius s’enfuient en courant. Slavata est emporté inconscient par ses serviteurs.

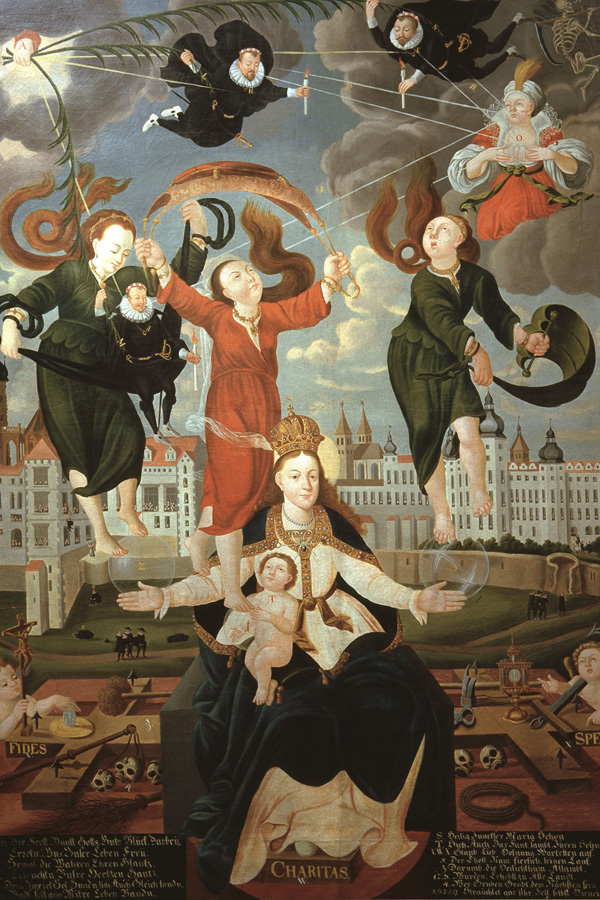
Tableau allégorique catholique anonyme figurant le sauvetage miraculeux des victimes de la défenestration de 1618 avec l'aide de la Vierge Marie et l'intercession d'anges.

Les catholiques invoquent l’intervention des anges. Slavata est nommé chancelier de Bohême. Fabricius est anobli avec le titre von Hohenfall, qui veut dire « de haute chute ». Martinic est promu par le roi catholique Ferdinand II et se voit accorder la Toison d’or par le très catholique roi d’Espagne Philippe IV. Les protestants attribuent le prétendu miracle au tas de fumier.
Le lendemain, les frondeurs élurent dans leurs rangs un directoire (de) de trente nobles, et démirent les régents locaux de tous leurs mandats. Ce directoire était composé de dix représentants de chacune des chambres de Bohême. Wenzel Wilhelm von Ruppau fut choisi comme président, et Matthias von Thurn, qui s'affairait à recruter des soldats, comme chef des armées.
La rupture était à présent consommée avec les souverains de Vienne, qui réagirent d'abord maladroitement aux événements survenus à Prague. L'empereur Matthias, incrédule devant la situation insurrectionnelle, ne fit guère mieux. Son successeur désigné, l'archiduc Ferdinand, se présentait alors à Presbourg pour s'y faire remettre la Couronne de saint Étienne. Le Premier ministre Melchior Khlesl était impuissant.
La quête de liberté confessionnelle des aristocrates de Bohême, cause première de la rébellion, trouvait à vrai dire peu d'écho chez les bourgeois et les paysans du royaume. Les princes rebelles avaient agi de leur propre chef, sans prendre la peine de s'associer les représentants des autres classes. Ils cherchèrent à compenser l’isolement relatif qui d'emblée affecta leur insurrection en nouant des contacts avec l’Union Évangélique, les Provinces-Unies et les presbytériens d’Angleterre. Ils escomptaient par là un appui non seulement militaire, mais aussi financier, mais leur appel resta vain. Seule la Moravie se rallia le 2 mai 1619 aux insurgés.
Dans les débuts du conflit, si les nobles reconnaissaient encore la suprématie des Habsbourg, ils n'hésitaient pas à s'en prendre aux jésuites et à confisquer les propriétés des catholiques pour financer leurs troupes.
À la mort de l'empereur Matthias, en mars 1619, ils dénoncèrent les prétentions de son successeur Ferdinand de Styrie au trône impérial, notamment parce que toute tension au sein de la famille des Habsbourg était profitable à leur cause. Charles de Žerotín l'Ancien, gouverneur de Moravie, dut prendre les armes à l’instigation de son belliqueux parent, Ladislas de Žerotín (de).
Le 31 juillet 1619, on proclama une nouvelle constitution pour le royaume, au terme de laquelle la Bohême devenait une confédération de provinces égales en droit, et gouvernée par un monarque élu. Cette confédération rallia à elle une partie de la noblesse autrichienne. Le 19 août 1619, Ferdinand fut déposé et le 26 août, le meneur des calvinistes allemands, l'électeur palatin Frédéric, fut proclamé souverain de Bohême. Le directoire escomptait rallier à sa cause non seulement la Couronne d'Angleterre, mais aussi les Danois et le stathouder Maurice d'Orange-Nassau. Peu auparavant, le prince-électeur Jean-Georges Ier de Saxe avait refusé la couronne de Bohême.
Dans l'intervalle, et en dépit de la situation en Bohême, les princes-électeurs élurent Ferdinand empereur le 28 août 1619.
Au début, les insurgés disposaient sans conteste de la suprématie militaire. Ils pouvaient temporairement menacer les princes Habsbourg de Vienne, qui étaient encore très divisés. Gabriel Bethlen sut tirer parti de la crise de Bohême et de la faiblesse politique temporaire de Vienne pour s'emparer de la Slovaquie. À son instigation, le parlement de Hongrie décida en janvier 1620 de rejoindre la Confédération. Seulement la mésentente dans leurs propres rangs, les jalousies et le manque de subsides minaient à moyen terme les espoirs des nobles de Bohême.
L'empereur s’assura de son côté l’appui financier et idéologique de la Couronne espagnole, du pape et surtout de la Sainte Ligue. Ferdinand s'allia avec Maximilien de Bavière, auquel il promit, en cas de victoire, le siège d'électeur de Frédéric du Palatinat. Le duché de Jean-Georges Ier de Saxe, qui nourrissait de son côté des projets d’expansion en Lusace et en Silésie, rallia lui aussi la Sainte Ligue. Le 3 juillet 1620, l’Union Évangélique et la Sainte Ligue finirent par conclure un traité de neutralité.
Alors que l'isolement politique des rebelles devenait chaque jour plus manifeste, le parti de l'empereur Ferdinand ne faisait que se renforcer. Avec la capitulation du parlement d'Autriche le 20 août 1620 et sa sécession d'avec la Confédération, l'armée impériale, appuyée par les forces de la Sainte Ligue, entreprit des préparatifs pour une campagne militaire en Bohême. À l'automne 1620, sous le commandement du généralissime des ligueurs, Jean t’Serclaes de Tilly, elle pénétra en Bohême par Gratzen, prit la direction de České Budějovice (en allemand Budweis) et occupa la Bohême-occidentale. Christian d’Anhalt, à la tête d'une seconde armée, marcha depuis la Moravie sur la Bohême. Il s'empara d'une excellente position devant Prague, la colline de la Montagne-Blanche. Lorsque l'armée de la Confédération de Bohême fit sa jonction avec un parti de mercenaires indisciplinés, épuisés et en mal de solde, elle crut pouvoir engager le combat ; la bataille qui s'ensuivit, le 8 novembre 1620, fut décidée en l'espace de deux heures et se solda par la victoire écrasante de la Sainte Ligue.
Le roi Frédéric, sa cour et les membres du Directoire prirent la fuite. Les mercenaires à la solde du Directoire se replièrent quant à eux sur Vienne. Comme la solde promise ne venait pas, ils se mirent à piller la région et finalement se mirent au service du général catholique Charles-Bonaventure de Bucquoy.
L'armée impériale, commandée par Charles de Liechtenstein, le comte Paul Michna von Waitzenau (de), Adam et Albert-Venceslas de Wallenstein, et enfin Charles de Bucquoy, s'empara de la Bohême, tandis que le cardinal François-Séraphin de Dietrichstein ramenait la Moravie sous la tutelle impériale.

## Conséquences

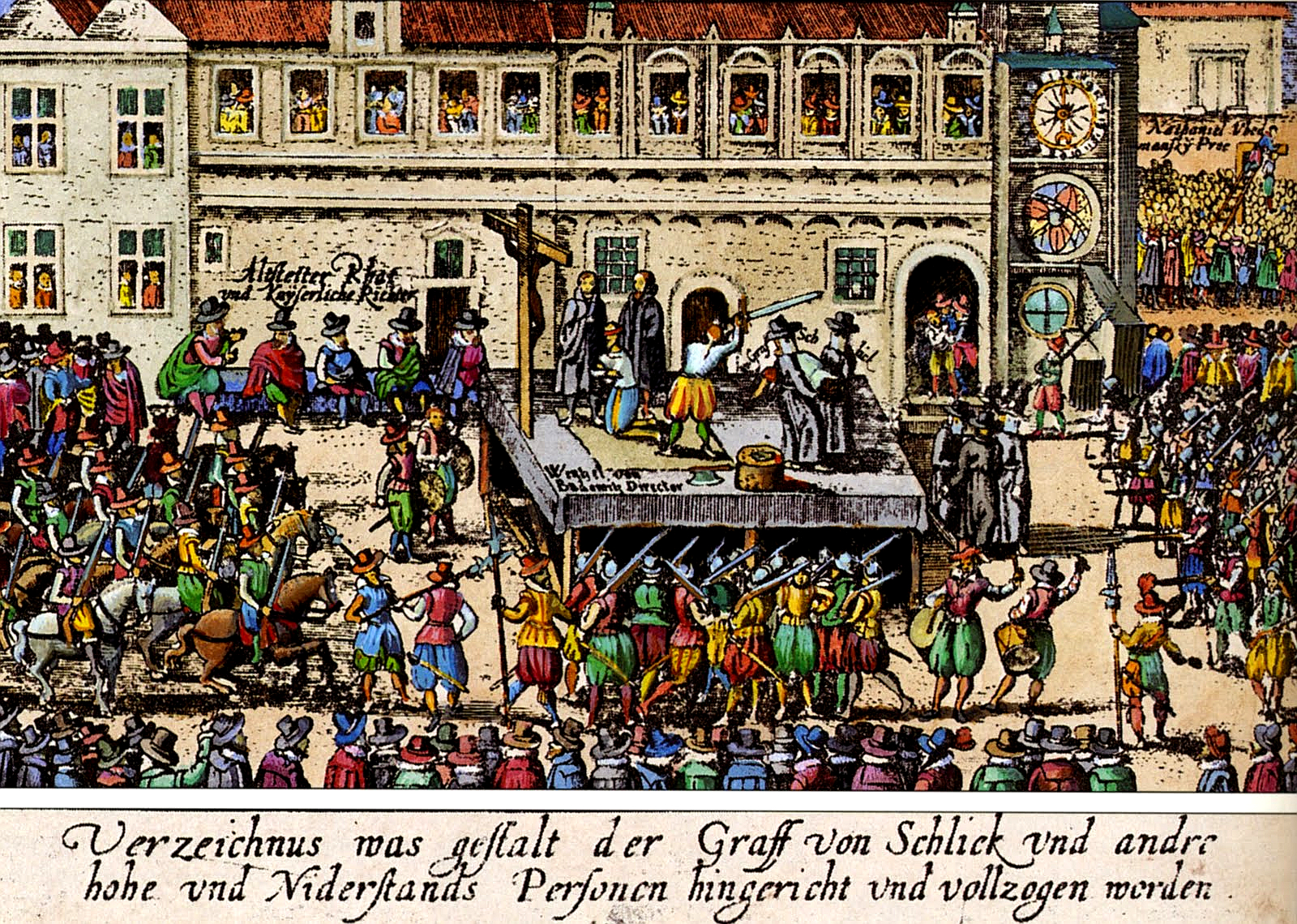
L'exécution des chefs rebelles d'après une peinture d'époque.

Les membres du Directoire qui n'avaient pu prendre la fuite furent arrêtés et 43 d'entre eux condamnés à mort. Le 21 juin 1621, on en décapita vingt-sept sur la place de la Vieille-Ville[réf. à confirmer]). Trois des condamnés, Joachim Andreas von Schlick, Venceslas de Budovec (de) et Christoph Harant von Polschitz et Weseritz (de), étaient des princes d'Empire ; sept étaient des chevaliers, et 17 des représentants de la bourgeoisie. Outre les trois princes, le bourreau Jan Mydlář (de) décapita les personnalités suivantes : les chevaliers Kaspar Cappleri de Sulewicz (de), Procope Dwořecký d'Olbramowitz, Frédéric de Bilá, Henri-Othon de Losz, Guillaume Konecchlumský, Boguslav de Michalovice, Divich Czernin von Chudenitz, ainsi que les bourgeois praguois Valentin Kochan, Tobias Šteffek, Christoph Kober, Venceslas Maštĕřowský Gizbicky et Jean-Théodore Sixt ; les bourgmestres de Kutná Hora (Jean Schultys) et de Žatec (Maximilien Hošťálek von Javořice), le Dr Jan Jessenius, recteur de l’université Charles de Prague ; le conseiller de Prague Heinrich Kozel ainsi qu'André Kocour, Georges Řečický, Michel Witman, Simon Wokáč, Leander Rüppel et Georg Haunschild. Les conseillers praguois Johann Kutnauer, Simon Sušický et Nathanaël Wodňanský furent exécutés par pendaison. Martin Fruwein fut condamné à la détention à perpétuité. Les têtes des douze hommes décapités demeurèrent fichées dix années au bout de longues perches sur la tour gardant le pont Charles. Les condamnations à mort de Wilhelm Popel von Lobkowitz et Paul von Říčan ne furent jamais exécutées. Johann Vostrovec, Matthias Borbonius, Gaspard Hutzlar, Melchior Teyprecht, Georges Tsavieta, Paul Pretska, Nicolas Diwisch et Felix Petipeski furent détenus à vie dans la forteresse de Raab. Felix Petipeski, revenu au catholicisme, fut même élargi.
Les biens des exilés et des condamnés, comprenant notamment 115 fiefs et domaines, furent confisqués par la Couronne.
L'échec de cette fronde des princes devait s'avérer catastrophique pour le royaume de Bohême ; la noblesse locale était décimée, bien que certaines familles fidèles à l'empereur comme les Michna (de), Wallenstein, Terzky et Kinský aient pu échapper aux confiscations et même s'enrichir. Les souverains Habsbourg accentuèrent la centralisation du pouvoir. Dès 1627, la nouvelle constitution du royaume, ratifiée à Vienne, rendit la couronne héréditaire à leur bénéfice ; le catholicisme devint religion exclusive, et l'allemand remplaça le tchèque en tant que langue officielle. Les chambres élues de Bohême n'étaient plus consultées pour l'élection du souverain, et même le dépôt des lois était du ressort exclusif du monarque. Seuls les parlements de Moravie conservèrent le pouvoir législatif. L'empereur-roi rétablit à son profit le féodalisme : il pouvait à tout moment saisir un bien foncier et le redistribuer à qui lui semblait bon. Les droits urbains furent considérablement diminués.
Mais la condamnation de Frédéric du Palatinat et l'attribution au duc de Bavière de sa charge d'électeur entraînèrent l'entrée en guerre des princes protestants au côté de Frédéric, ébranlant tout le Saint-Empire : ce fut l'élément déclencheur de la guerre de Trente Ans.